# Zale calycanthata
Zale calycanthata là một loài bướm đêm trong họ Erebidae.